# マルセイユの大ペスト
マルセイユの大ペスト（マルセイユのだいペスト、フランス語: Peste de Marseille）とは、1720年のマルセイユで発生したフランスにおける最後のペストのエピデミックであり、第二次ペストパンデミックの再燃と関連している。
1720年5月25日に、シリアのレヴァントからやってきた商船グラン・サン・タントワーヌ号がエピデミックの起源となったことは広く流布されている。事実、貨物の綿織物や綿花がペスト菌に汚染されていた。重大な過失に続き、旅客及び貨物の検疫を含む非常に厳格な防疫体制にもかかわらず、ペストは市内へと伝播していった。特に多くの感染者が出たのは貧民や高齢者である。港湾の周辺に住むイタリア系の住民から広がり、迅速に市内へと拡大し、そこで8-9万の総人口のうち、3-4万人の死者が発生した。州全体では、人口約40万のうち、9万-12万の死者が発生したと考えられている。
感染の恐れがある船舶に適応される規則が守られなかったことについての責任は、船長であるジャン=バティスト・シャトー、およびマルセイユ市筆頭市参事会員ジャン=バティスト・エステルに帰せられている。公的な証明はなされていないものの、エステルと検疫に責任を持つ衛生責任者が非常に軽率だったことは確実である。一部の品物、特に織物類については最初に検疫を受けることになっていたにもかかわらず、最終的にはマルセイユで荷卸しされてしまった。
この流行の間、食糧供給および遺体搬送は深刻な問題であり、市参事会員でも勇敢な人々が動員された。ニコラ・ローズの指揮下、ガレー船海軍工廠のガレー船乗組員が動員され、トゥレット通りからの遺体が搬送されたことは、この悲劇的事件の中でも重要な事象である。マルセイユ司教であるベルサンス司教が指揮した聖職者たちは、瀕死の人々たちに道徳的な慰めを与えた。
マルセイユ市における大流行は直接の目撃者でもある画家ミシェル・セールの一群の作品を始め、非常に多くの芸術的表現をもたらした。大流行は歴史的にも非常に大きな出来事であり、マルセイユに住む人々の記憶の中に常に存在している。

## 大流行前夜のマルセイユ

### 経済的状況
17世紀末からの多額の負債を抱えていたマルセイユ市の財政難にもかかわらず、1714年に結ばれたラシュタット条約―スペイン継承戦争終了時に締結された―に伴う一時的な社会不安が収まると、マルセイユ市の交易は再び盛んとなった。1714年にレヴァントからマルセイユ港に持ち込まれた物品の価値は2300万ポンドというこれまでにない額面に達した。疫病の発生はこの生活環境の向上と同義である力強い好景気に突然の急停止をもたらすこととなった。

### 都市計画
当時のマルセイユ市は、ルイ14世の命令を受けたニコラ・アルヌールが建築した新しい塁壁に完全に囲まれていた。また塁壁は港湾の出入り口に設けられた2つの強力な要塞である、サン・ジャン要塞とサン・ニコラス要塞によってさらに強化されていた。中世の城壁は取り壊され、市域は65ヘクタールから195ヘクタールへと3倍に拡張された。生まれた市域には垂直に交差する新しい複数の道路が建設された。
この結果、マルセイユ市にはペストの伝播にも影響を与得ることとなった、2種類の都市空間が出現した。マルセイユ港の北側には、中世以来の狭く、曲がりくねった不衛生な通りからある旧市街地があり、職人や商人が住んでいたが、ペストが最初に発生し、またもっとも猛威を振るった場所でもあった。東部や南部は、ローマ通り、パラディ通り、サン・フュレオール通りという新しい道路とそれに伴い開発された新市街であった。

### 衛生規則
ペストはマルセイユ市に常在する脅威であり、ペストが土着している中東に関連して、頻繁に流行が発生していた。特に1580年の流行は非常に致死率が高く、1720年ほどではないにせよ多数の死者を出した。
検疫体制が徐々に整えられ、その効果を示したため、1720年当時においては直近60年間疫病の発生はなかった。検疫体制はレヴァントにある港湾に発行される衛生通行証を伴う地中海規模の防疫線と、乗組員、旅客、貨物の隔離期間を決定する衛生管理者からなる衛生局から構成されていた。

#### 衛生証明書
レヴァントの港に寄港する各船舶には、フランスへの帰港を希望する船舶の船長に対して港の領事が衛生証明書を発行された、そこには都市の衛生状態が記載されていた。衛生証明書は以下の3種類である。
- 健康証明書、出港した時間、領域において、感染症の疑いが全くない場合発行される。
- 「感染の疑いがある」証明書、出港地において、感染症の徴候が疑われるときに発行される。
- 「感染地」証明書はペストが流行している場合発行される[g 1]。

健康証明書の場合、検疫期間は通常人が18日、船舶が28日、貨物が38日であった。この期間は疑いがある場合は25、30、40日に、感染地の場合は35日、50日、60日へと延長された。

#### 衛生局

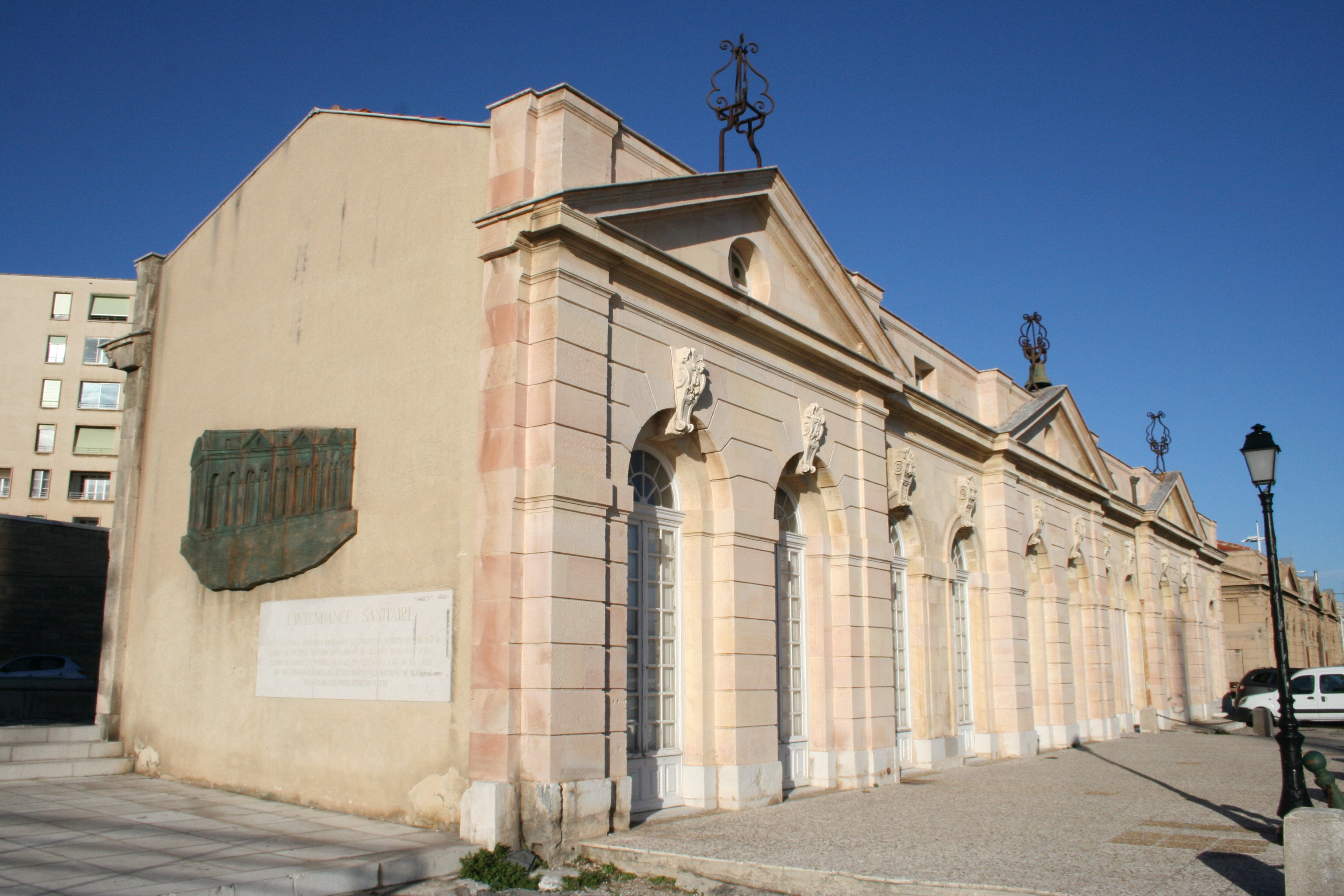
1719年に建てられた旧港湾地区の衛生局。

マルセイユには衛生局が設立されていた。成立した日時は不明であるが、1622年以前であることは確実である。プロヴァンス高等法院の発行した文書に、その設立について言及した部分が存在するからである。衛生局は市会により1年毎に更新されていて、商人、船長経験者からなる14人の有志から構成されていた。衛生局長は局員が毎週交代で担うことになっており、週番の名称を与えられた。市会と衛生局の連携を円滑にするため、衛生局の末席には衛生局員を経験した市参事会員が2名参加することになっていたため、合計は16人であった。任務の遂行のため、さらに多くの職員の支援を受けていた。秘書や事務員である。内科医と外科医もまた、この組織に加えられていた。
衛生局の本部は当初サン・ジャン砦の近くにあった浮桟橋に設置されていたが、1719年にアントワーヌ・マザンの設計によってサン・ジャン砦の麓に新しく建造され、そこに設置された。
この建物は今日も見ることができ、1949年11月23日に歴史的記念物として認定された。
この規則は厳格であった。レヴァント地方から航海した船舶の船長は、ポメグ島まで小舟で出頭し、衛生局に船長と貨物とに与えられた衛生証明書を提示する義務があった。衛生局はそれに基づき、人員と貨物とに適応される検疫期間を決定した。

#### 検疫所

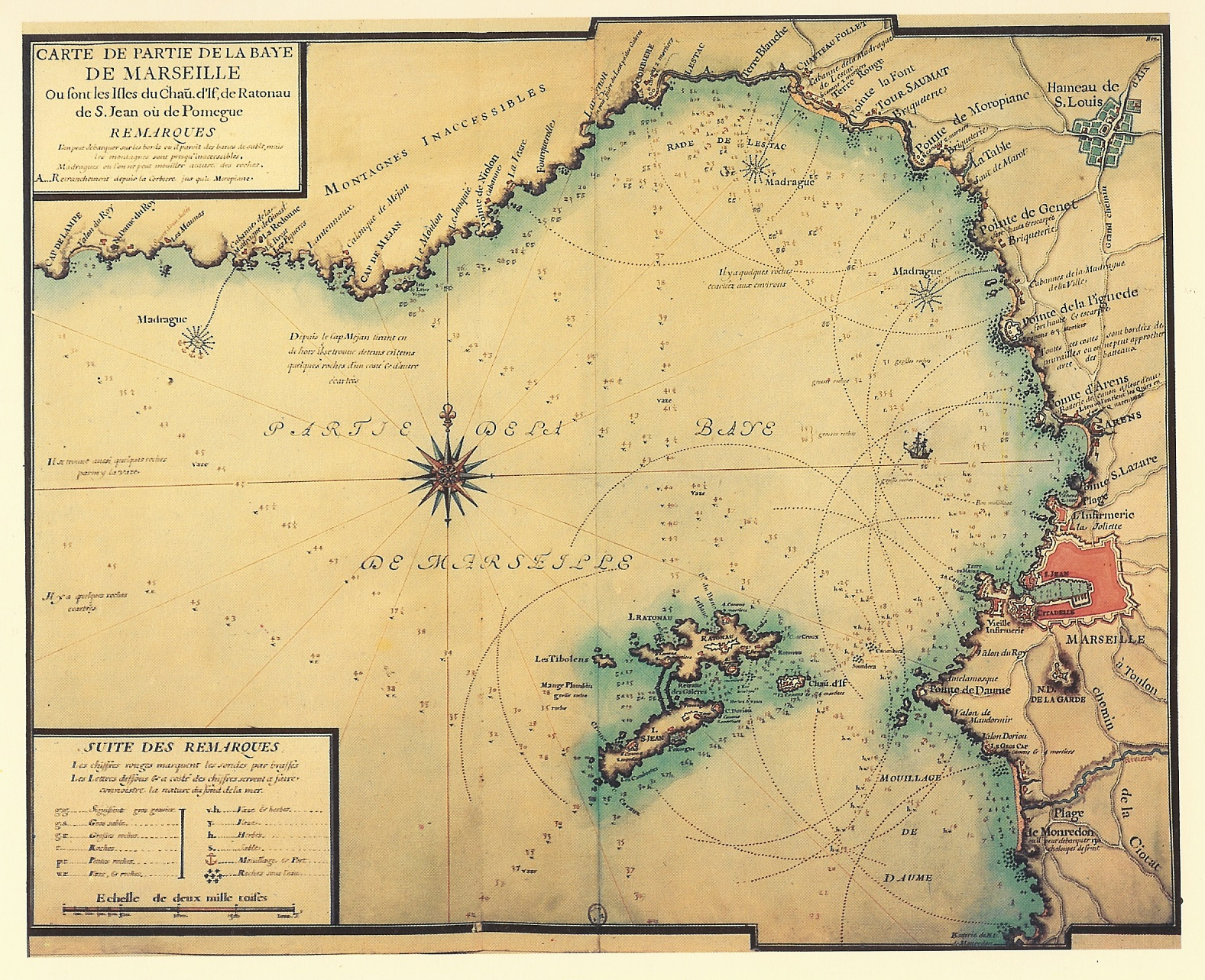
17世紀に作られたフリウリ諸島を含むマルセイユ湾の地図。

船舶向けの検疫所はペストの感染が証明された場合、マルセイユ沿岸南部のジャール島またはポメグ島に設けられ、そこでは35隻の船舶が収容できる小さな港と、5ヘクタールの土地、建造物が確保されていた。
その一方で聖ラザロの加護の下設置されたことから、時に「ラザレット」とも呼ばれる隔離所が、旅客と貨物のために設置された。隔離所はマルセイユ市の塁壁から400mほど北にあるジョリエット入り江とアランク入り江にある。コルベールによって建造された隔離所は、それぞれが12ヘクタールからなる敷地を持ち、城壁で囲まれ、出入り口は3つずつしかなく、内部は商品の倉庫と旅客のための住居があった。

## グラン・サン・タントワーヌ号の到着
グラン・サン・タントワーヌ号（帆船）を参照。
1720年5月25日、近東からの船グラン・サン・タントワーヌ号がマルセイユに到着した。貨物には7月に開催されるボーセール・フェアで売却するため、30万ポンドの価値がある貴重な綿織物、綿花が積載されていた。
この貨物の一部はマルセイユの著名人のもので、筆頭市参事会員ジャン=バティスト・エステル、船長のジャン=バティスト・シャトーも所有者に含まれていた。
 この船はギレルミー、シャトー、ジャン=バティスト・エステル、ジャン=バティスト・シャトーが共同で所有しており、それぞれが1/4ずつの所有権を持っていた。

### 航海と乗船者の死
1719年7月22日にマルセイユを出航したグラン・サン・タントワーヌ号の航海は順調で、スミュルナ、キプロスのラルナカ、レバノンのシドンと次々に寄港した。シドンでは、貴重な織物の保存性を改善するため、船内の湿気を吸収する絹織物と灰の袋を積載した。この灰はマルセイユの石鹸工場に設計の原料として販売された。（1978年、ジャール島沖で沈没したグラン・サン・タントワーヌ号からこの灰のサンプルが回収されている）。) ダマスカスでペストが大流行していることを知らなかった領事のプエラールは、レバノンで積載された荷物がペスト菌に汚染されている可能性があるにもかかわらず、健康証明書を発行した。次にレバノンのティルス（現在のスール）に寄港し、そこでの新しい生地を積載し終わったが、その生地もまた汚染されている可能性があった。
こうして船は再び航海に戻ったが、嵐による損傷を修復するため、レバノンのトリポリ港に寄港しなければならなかった。トリポリのモネール副領事もまた健康証明書を発行した。1720年4月3日、14人の旅客を乗せてキプロスに向けて出港した。4月5日、あるトルコ人が死亡し、その遺体は海へ投げ込まれた。残る13人はキプロスで下船し、1720年4月18日マルセイユに向けて出港した。その途上で、乗組員の外科医を含む5人が立て続けに死亡した。
この事態を懸念し、シャトー船長はトゥーロン近郊のブルスク港に停泊することを決断した。この港はエンビエズ島に守られていたため古くから船乗りに安全な停泊地として好まれて、実際に帝政ローマ期にもタウロメントゥムが繁栄していた。この停泊の理由はかなり不可解であったが、一部の歴史家はシャトーが今後の進路について貨物所有者に助言を仰ぐためだったのではないかとする説を提唱している。
グラン・サン・タントワーヌ号はリヴォルノへと引き換えし、5月17日に到着した。イタリアでは上陸を禁止され、歩兵が監視する入り江へと停泊した。停泊した次の日に3人の死者が発生したことを考えると、この予防措置は妥当であった。遺体は医師によって検死を受けその死因は「悪疫性悪性熱」であると結論付けられたが、この時代の医師にとってその診断は必ずしもペストの診断を意味しなかったので混同しないように注意する必要がある。リヴォルノ当局はトリポリ副領事が発行した健康証明書の裏面に、熱病による死者が発生したため入港を拒否したことを記載した。
その後船はマルセイユに帰港した。トリポリを就航してから、その時点で9人の死者が出ていた。

### 検疫
マルセイユに到着すると、シャトー船長は衛生局に赴き、その週の担当であったティランへ船長としての宣誓を行った。
そこで「健康」との衛生証明書を提示し、航海中に死者が発生したことのみ伝えた。 5月27日、到着から2日後、乗組員が1人死亡した。衛生局は全会一致でジャール島へ送ることを決定したが、後にその決定を覆し、2回目の審議では遺体を衛生局に移送し、船舶はフリウリ諸島のポメグ島に送ることを決定した。5月29日、貴重品は隔離所で下し、綿花についてはジャール島へ送ることを決定したが、これは通例にはないことであった。
6月3日、衛生局は決定を再考し、貨物所有者にさらにより有利な決定へ変更した。すべての貨物を隔離所で下すように決定したのである。文書による記録は存在せず、疫に関わる衛生規則の適応を緩めるよう、介入があった可能性は高い。実際に介入した人物が誰かは不明なものの、商人とその家族、マルセイユ市当局の利害関係が複雑であったことは、規則遵守が不徹底だったことを説明するには十分である。
シャトー船長の発言にも、航海中の死者に関して「粗悪な食べ物を食べたため」と付け加える変造がなされていた。マルセイユ市衛生管理者も1720年7月22日に開催されるボーセール・フェア向けの貨物を温存したいと考えたと思われる。7月13日、旅客の検疫期間が終わる前に、船の衛生管理者が死亡した。港湾の担当外科医グエラールは遺体を検死し、ペストの徴候は見られず、老齢により死亡したものと決定した。
6月25日に見習い水夫の少年が死に、その日から続いて、綿花を運んでいた数人の荷運び人が死んだ。衛生局は事態を非常に憂慮し、船をジャール島へ移動し、死者の衣服は焼却の上、遺体は石灰の中に埋葬するよう指示した。しかしこれらの処置はすべて手遅れであった。なぜなら、隔離所から違法に持ち出された織物を通じて、すでにマルセイユ市にペストが持ち込まれていたからである。

## ペストの流行

### ペストの蔓延
船内で死亡した10人は、ペストの特徴的症状である内出血やリンパ節腫脹の徴候を示していなかった。これらの明白な症状は、イェルシニア・ペスティスを運ぶネズミノミに汚染されていたグラン・サン・タントワーヌ号からの生地が市内に持ち込まれた時に出現し、そこで拡大した。

#### 地図の凡例

ペストの流行状況。

A- Porte de la Joliette, ジョリエット門、B- Porte royale or Porte d'Aix , ロワイヤル門、またはエクス門、C- Porte Bernard-du-Bois, ベルナール・デュ・ボワ門、D- Porte des Chartreux or lazy people, シャルトリュー門またはフェネアン門、E- Porte de Noailles,ノアイユ門、F- Porte d'Aubagne,オーバーニュ門、G- Porte de Rome, ローマ門、H- Porte de Paradis, パラディ門、I- Porte Notre-Dame-de-la-Garde,ノートルダム・ド・ラ・ガルド門、J- Porte de Saint-Victor,サン・ヴィクトール門、K- Arsenal des galères ,ガレー船海軍工廠、L- Berth isolating the galleys, ガレー船のための停留所、M- Saint-Victor Abbey ,　 サン・ヴィクトール修道院、N- Fort Saint-Nicolas ,　サン・ニコラス要塞、O- Fort Saint-Jean サン・ジャン要塞.
1- Saint-Laurent Church , サン・ローラン教会、2- Major Cathedral ,　マルセイユ大聖堂、3- Accoules Church アクール教会, 4- Saint-Martin Church,　サン・マルタン教会 5- Saint-Ferréol Church サン・フェレオール教会, 6- Augustins Church　オーギュスタン教会 , 7- La Vieille Charité 旧施療院, 8- Hôpital du Saint-Esprit ( Hôtel-Dieu ), サン・エスプリ病院（オテル・デュー）、9- Convent of Presentines,　プレゼントヌ修道院 10- Convent of Récollets, レコレット修道院、11- Convent of the Visitation,　巡礼者修道院 12- Rue Belle-Table,　ベル・テーブル通り、13- Place du Palais, パレ広場、14- Rue de l'Échelle,　エシェル通り、15 - Rue Jean-Galant, ジャン・ギャラン通り、16- Place des Prêcheurs, プレクール広場、17- Rue de l'Oratoire, オラトワール通り、18- Rue des Grands-Carmes, グラン・カルム通り、19- Rue des Fabres,　ファーブル通り、20- Cours Belsunce 　ベルサンス通り, 21- Town hall ホテル・ド・ヴィル, 22- Place des Moulins, ムーラン広場、23- Place de Lenche レンシュ広場, 24-La Canebière カビエネール通り, 25- Rue Saint-Ferréol, サン・フェレオール通り、26- Rue Paradis パラディ通り, 27- Place du Champ-Major ( place Montyon ),　シャン・マジョール広場（モンティオン広場）、28- Construction site.建設中の現場。

#### 最初の症例
1720年6月20日、ベル・テーブル通りの狭く暗い旧市街地で、マリー・ドプランという女性が数時間のうちに死亡した。同時代の医師たちはこの死亡例が真にペストによるものか疑義をもっていた。事実、綿花の梱包がはなたれ、ペスト菌を持ったネズミノミが拡散される以前、ペストの流行は乗組員の間にとどまっていたようである。
6月28日、仕立て屋のミシェル・クレスプが急死した。7月1日にはエシェル通りに住む2人の女性、EygazièreとTanouseが死亡した。一人は鼻の脱疽（ノミの刺傷が原因で起こり、高い感染力を持つ潰瘍。炭疽と混同しないように注意）が原因で死亡し、もう一人はペストの明らかな徴候である横痃のため死亡した。
7月9日までに、ペストが存在することはもはや明らかとなった。その日、シャルル・ペイソンネルとその息子ジャン＝アンドレ・ペイソンネルは、両方とも医師であったが、ジャン・ガランド通りの12歳の子供の枕元に呼ばれ、ペストと診断し市参事会員に警告を発した。遺体は石灰の中に埋葬され、居宅は壁で囲まれ隔離された。この段階になっても市参事会はこれが限定的な感染に過ぎないという希望を持っていた。グラン・サン・タントワーヌ号からの貨物はジャール島の隔離所から移された。7月21日以降、次第に死者の数は増加する一方となり、ジロー神父は「神はその民に宣戦を布告した」と書き記している。

#### 流行極期

1720年7月から11月にかけての死者の増加。極期には1日当たり1000人にも達した。

家屋で硫黄を燃やす等の対策は無効であった。旧市街地ではペストの勢いはますます盛んとなり、裕福な人々はマルセイユ市を離れ、郊外の別荘へと避難した。ガレー船の部隊は、この疫病がペストであるという確証を持った隊付医師の要請により、浮桟橋によって隔離された工廠内部へと退避した。経済的に余裕のない人たちは、サン・ミッシェル平原（現在のジャン・ジュール広場）に大規模なキャンプを設営した。1720年7月31日、プロヴァンス高等法院はマルセイユの住民に対して、マルセイユからの脱出および周辺地域との往来を禁じ、違反者は死刑とする旨発令した。
8月9日以降、毎日100人以上が死亡した。隔離所はもはや病院を収容しきれなくなり、遺体は街路に投げ出されそのままになっていた。8月中旬、モンペリエ大学からフランソワ・チコノーとヴェルニーという医師がルイ15世摂政オルレアン公フィリップ2世の命によりマルセイユを訪れ、ルイ15世の侍医ピエール・シラクに報告した。彼らはサレルノ医学校に準じた教育を受けており、マルセイユの医師たちが受けたスコラ的訓練とは対照的なものだったが、彼らの診断は明白であった。疫病とはペストであった。

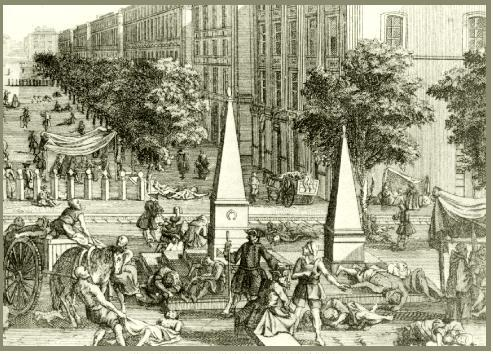
ベルサンス通りの風景。

8月末にはマルセイユの全領域に感染は拡大し、港とガレー船海軍工廠の広大な敷地によって隔離されていたリーブ・ヌーヴ地区も含まれていた。この地域の長ニコラ・ローズによる対応策にもかかわらず、旧市街地との往来を完全に遮断することは不可能であり、その結果感染が拡大したのである。死者は1日300人に増加し、一家全滅となる家庭も珍しくなく、旧市街の街路は遺体で一杯となった。教会は次々にその門戸を閉ざした。死者はやがて1日1000人に達した。
様々な自治体や高等法院によって多くの規制が設けられた。規制を調和させるため、1720年9月14日国務院はすべての措置を無効とし、マルセイユ市の封鎖、海上警察の制限を宣言した。
しかしこの処置もまた遅すぎた。ペスト菌はすでに内陸部に浸透し、鎮圧にはラングドックとプロヴァンスでは1722年9月22日に最後の検疫が命じられるまでさらに2年を必要とした。フランスの他の地域を守るため防疫線が内陸部にも設定され、ヴォークリュズの山間部にある「疫病の壁」はジャブロンを経由してデュランスまで、やがてアルプス山脈まで延長された。

#### 近隣地域への感染拡大

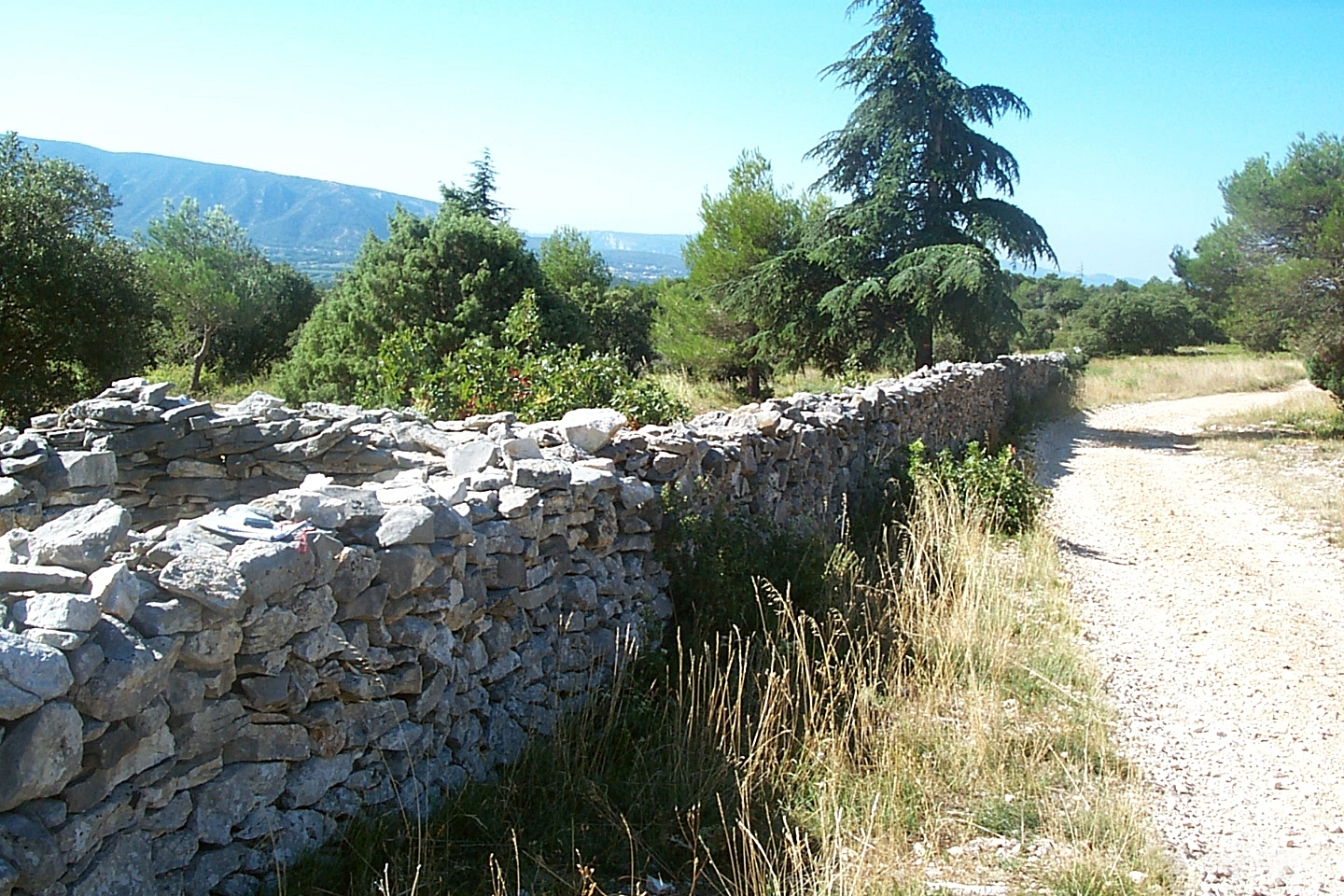
ヴォークリュズの疫病の壁、感染地域を隔離するため1720年に建設された。

マルセイユだけでなく、アルル、エクサン・プロヴァンス、トゥーロン等のプロヴァンス地方の他の都市にも感染は広がった。これらの大都市の周辺にあるアローシュ、カシス、オーバーニュ、マリニャーヌ等の町々もまたペストの影響を受けた。城壁に守られたラ・シオタだけはペストを免れた。
ラングドックとコムタはアルルとアヴィニョンの影響を受けた。ボーセアの町はペストを免れたが、伝統ある市場を封鎖するという思慮ある対策によるものと考えられている。
ジェヴォーダンはマルベジョルズやメンデの町ともどもペストの流行地であった。ジェヴォーダンでは死者は「わずか」5500人とされているが、それはその地域の総人口の41%であった。カヌールグでは総人口の64%、マルベジョルズでは53%が犠牲となった。
全体としては総人口40万人のうち、マルセイユを含めると9万 から12万人がペストにより死亡したと考えられる。1722年末にアヴィニョンとオレンジで発生した流行を最後に漸くペストは収束した。

#### ペストの収束
1720年10月になるとマルセイユでの流行は衰えはじめ、感染者はより回復しやすくなり、1日の死者は20人まで減少した。
1721年初めまでこの減少傾向は続き、1日の死者は1～2人となった。商店は再開され、港湾の活動は復活し漁業も始まった。1721年中に見られた活動の再開を示す様々な徴候の中に、1720年7月19日以降中止されていた商工会議所の審議が再開したことがあげられる。1721年6月20日、ベルサンス司教はペストの再流行を懸念するランジェロン派遣司令官が消極論を述べたにもかかわらず、カトリックの祝祭である聖心の祝日に大規模な行列を組織した。

#### 同時代人による記述
レプリンス・ド・ボーモン夫人は『バテウィル男爵夫人の回想録』の中で、マルセイユの人々が生活を余技なくされた劇的な状況について以下のように述べている。「街路に面した扉は見捨てられた瀕死の病人で覆われ、病院はもはや病人を収容することができなくなっていた。本当にやむを得ない場合を除き、あえて出歩く人はいたとしてもほとんどいなかった。幸運にも、マルセイユ司教は数人の聖職者を伴い、階級を問わず、すべての病人に身体的、霊的支援を与えた。」

#### 1722年の再流行
1722年4月に新たな疫病が流行し、パニックが起きた。1722年5月28日、この再発を受けて、ベルサンス司教の要請により、市参事会員たちは巡礼者修道院に赴き、これから毎年この記念日が来る毎に、市の紋章で飾られた4ポンドの重さの蝋燭をその日の聖餐式の前に燃やすことを厳粛に誓った。この1722年5月28日の誓いはフランス革命まで行われた。1877年以降はマルセイユ・プロヴァンス商工会議所が1722年に記載された通りの蝋燭をささげることでこの宗教的儀式のはたしてきた責任を継承し、それから途切れることなく今日まで続いている。その式典はプラドの聖心教会で行われている。
1722年8月初旬になるとこの再流行も終息し、ペストによる病人も死者も発生しなくなった。

### 感染拡大の原因とペストの種類
18世紀、ペストの感染様式やペストの原因について知られていなかったため、同時代の医薬品や予防措置にはほとんど効果はなかった。原因菌であるイェルシニア・ペスティスがアレクサンダー・イェルシンによって発見されたのは1894年のことだった。同時代の記述によれば、マルセイユのペストは腺ペスト、より正確に言えば、腺ペストと敗血症性ペストであったと断定できる。一方で、患者の呼気単独で感染力を持つ形態である肺ペストは除外されなければならない。一部の歴史家はもし仮に肺ペストが流行していたならば、フランス全土、そしてヨーロッパ全土へと感染は拡大し、相当の死者をだしたと考えているが、この仮定は大多数の歴史家からは根拠のないものとみなされている。
腺ペストの場合、ネズミと動物に着くノミが通常感染源となる。しかし、ベルトラン医師やピシャティ・ド・クロワザントのような同時代人の手による記述にはネズミの死亡率についての言及はない。真の感染源はペスト菌を保有するノミであることは事実であるが、衣服や織物を通じてヒトからヒトへと感染していた。ネズミはこの病気の媒介に何らかの役割を果たしているのではないかと疑う者もいた。18世紀のフランスに分布していたのはクマネズミのみで、クマネズミの行動は現在広く分布するドブネズミとは異なる。病気にかかったクマネズミは遠隔地で死ぬ傾向がある一方、ドブネズミの場合は街中で死ぬ傾向がある。昆虫学的に厳密にいえば、ペストを媒介したケオプスネズミノミ（Xenopsylla cheopis）は一般には22度以下の低温に耐えられない。
主な媒体であるネズミ、その暴露を受けたヒトの大部分が消失した後、マルセイユの天候と気温は1720年5月末から10月にまでのノミニよるペストの感染拡大および収束に関与している可能性がある。気象学的には6月のマルセイユの日中の平均気温は25度、9月には23度、10月にはわずか平均18度まで低下する。その一方で7月から8月にかけての気温が最も高くなる時期は、平均気温は26度に上昇し、その気温がケオプスノズミノミの繁殖と拡大に有利に働いた。

### ペストへの対抗手段
専門とされたペスト医師を含む医師は肉眼的特徴以外にはなんら知識を持たない疫病の大流行に直面し、全く無力であった。予防措置は大部分伝統的で、護符の使用のような迷信的なものさえ含まれていた。ルイ15世の摂政の侍医、ピエール・シラクの娘婿チコヨーのように、病気は感染しないと考える医師たちもいた。彼は病人に素手で触れ、なんらの防護もせず遺体を解剖した。にもかかわらず非常に幸運にも彼はペストに感染しなかった。
ペストの真の原因が知られていなかったため、同時代の伝統的な治療の結果―発汗、嘔吐、瀉血、そしてこれらの処置にはつきものの出血―は死期を早め、患者の苦しみを縮める以上の効果は持たなかった。外科的処置として、十分拡張した「成熟した」横痃（有痛性リンパ節腫脹）の切開が行われていた。
もっとも、すべてが無意味だったわけではない。医師たちが着用した革や油引きのエプロンはノミの咬傷を受ける確率を低下させた。家屋を解毒するため使われた硫黄やヒ素を中心とする香料はノミの駆除に影響を与える可能性もあった。その一方で、当時も有名だった「四盗賊の酢」は何の効果もなかった。この酢の起源は以下の通りである。1628年-1631年にかけてトゥーロンでペストが流行した際、ペストの犠牲者から略奪を繰り返したとして4人の盗賊が逮捕された。盗賊の救命と引き換えに、彼らは感染から彼ら自身を守るために使っていた秘薬の処方を伝えた、という話である。アブサン、セージ、ミント、ローズマリー、ルー、ラベンダー、シナモン、クローブ、ニンニクがその調剤に用いられた。この秘密を暴露したにもかかわらず、盗賊たちは結局絞首刑に処された。この「防毒酢」は1884年に薬局方から消滅するまで、その名声をほしいままにした。
.

### 非常時の体制

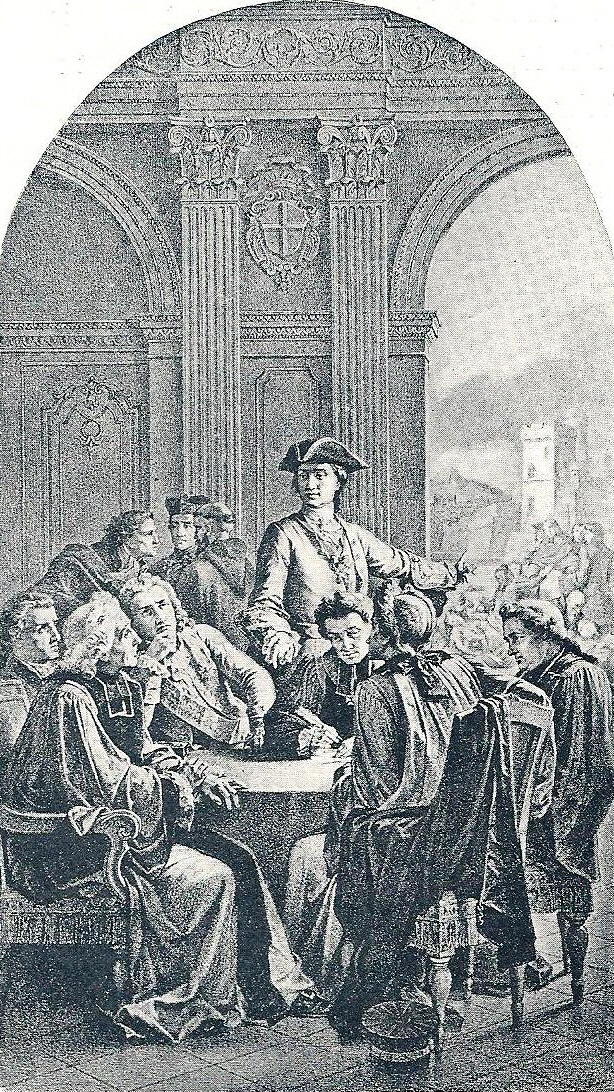
Tableau de Magaud :
騎士ニコラ・ローズと市参事会員。マゴー画。

混乱のため、マルセイユ市でその役職に留まった役人はほとんどいなかった。ヴィギエ（国王設置による裁判所裁判官）であるルイ＝アルフォンス・フォルティアの権威の下で、ピル侯爵、マルセイユ市参事会員ジャン＝ピエール・ド・ムスティエ、前年の参事会員であるジャン＝バティスト・エステル、ジャン＝バティスト・オーディマルらは惜しみない献身と非常な勇気を示した。町役場の書記官カプス、国王検察官ピシャティ・ド・クロワザントを除き、役職に留まった協力者はほとんどいなかった。プロヴァンス地方長官補佐ジャン＝ピエール・リゴール、海軍中尉ジャン＝ジャック・ド・ゲランもその職務に留まった。
1720年9月4日にマルセイユに到達したフランス海軍少将シャルル＝クロード・アンドロー・ド・ランジェロンは並外れて大きな権限を持っていた。彼はヴィギエや市参事会員を含むあらゆる役職者への指揮権を与えられていた。ランジェロンはマルセイユ市の秩序を維持するために派遣され、市内の巡回、市参事会員の護衛やその任務の達成のための支援、マルセイユ市への通行の規制、警邏隊の編成、感染家屋の識別と酢や焼却による消毒等、幅広い任務に従事した。市民の中にも協力者は幾人かいた。画家のミシェル・セールは流行の様子を描いた絵画を、医師のベルトランは『1720年のマルセイユの疫病に関する歴史的記述 』と名付けた回顧録として、彼ら自身が目撃した事実について非常に興味深い記述を残している。
カルダン・ルブレはプロヴァンス地方行政長官であると同時に、プロヴァンス高等法院法院長でもあったことから、称号だけでなく権限も集中していた。コルベールとルーヴォアの方法に直接影響を受けたエコール・フォンクショネール出身であり、何よりも秩序を重んじた。
プロヴァンス地方において国王の代理人であり、その有能さと活動は市参事会員たちを勇気づけた。しかし、彼はペストとの戦いにおいては遠隔地に留まり、流行の拡大に伴い、エクサン・プロヴァンス、サン＝レミ＝ド＝プロヴァンス、バルベルタンと次々に拠点を変えた。1721年3月21日にパリから来た21人の見習い外科医と内科医の集団を歓迎したのも後者の町においてであった。これらの志願者の中にジャック・ダヴィエルがいて、後に王の首席侍医かつ眼科医となった。同様に、プロヴァンス高等法院もペストを遠隔地から静観し、流行の拡大につれてサン＝レミ＝ド＝プロヴァンスへ、次いでサン＝ミッシェル・ド・フリゴレへと撤退した · 。
市参事会員の統率の下、マルセイユ市政府は3つの課題を実行した。住民への食料の供給、秩序の維持、そしてそれにもまして重要なのが遺体の搬出であった。小麦は個人や、ラングドック州領事、地方長官から購入し供給されていた。ルブレ行政長官の許可の下、裁判所と市参事会員には特別な権限が与えられ、違反行為は厳しく処罰された。遺体の搬出は人員の不足と感染への懸念から、最も過酷な作業であった。
ドミニク・アントワーヌ・マゴーが1864年に描いた「Le Courage civil : la peste de 1720 à Marseille」は、マルセイユの美術館に展示されていて、市の行政を担当する主要人物が会議している場面が描かれている。その人物は以下の通りである。立っているのがニコラ・ローズ、彼が左手で示しているのがベルサンス司教、テーブルの周りには市参事会員エステル、ディユーデ、背を向けているオーディマール、ムスティエが、騎士ニコラ・ローズの右には肘をついて深い瞑想に没頭しているように見えるランジェロン司令官が描かれている。背景と左側には、画家のミシェル・セール、ミルリー神父、カプチン修道士が描かれている。

### 遺体の搬出

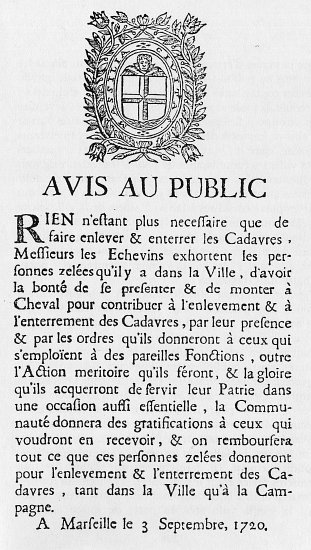
1720年、ペストによる遺体の撤去に関する公示。以下本文の翻訳：公告。　遺体の搬出および埋葬は何よりも必要とされている作業であり、市参事会は、当市の志ある人々に、自ら騎乗し遺体の搬出および埋葬に貢献し、その存在と指揮によって、そのような業務に従事する人々を援助頂くよう懇願する。そのような名誉ある行動、時宜を得た故郷への貢献で獲得する名声に加え、市参事会は望む人に報酬を与え、志ある人々が行った遺体の搬出および埋葬に要した費用は、市内、市外を問わず、全額を補償する。　1720年9月3日、マルセイユ市。

1720年8月初めごろから、教会の地下や墓地はペストの犠牲となった遺体を処理する権限を与えられなくなり、その代りに「カラス」と呼ばれる葬儀屋が隔離所に運ばなければならなくなった。8月8日になると集団墓地を設けることが義務付けられた。擲弾兵の中隊が近隣の農民を強制的に徴募し、マルセイユ市の塁壁の外に15の穴を掘削させた。
8月9日、ストレッチャーが足りなくなり、遺体の搬出を目的とする最初の墓地が出現した。8月中旬、隔離所もとうとう遺体を収容することができなくなり、遺体は街路に放置されるようになった。
遺体回収用のワゴンも不足していた。市参事会員たちは馬や馬車を調達するため、地方政府と連携を取った。旧市街地のサン・ジャン地区のある狭い街路には遺体搬送用のワゴン車は立ち入ることができなかったため、遺体を馬車に運ぶためのストレッチャーが製作された。ワゴンを運転し遺体を運ぶため、ガレー船海軍工廠の中から囚人が動員され、その中でも特に貧しいガレー船の漕ぎ手が選抜された。しかし彼らは規律に乏しく、控えめに言っても「綿密な」指揮統制を必要とした。ムスティエ市参事会員自らが銃剣付の小銃で武装した4人の歩兵を伴い毎日囚人で構成された分遣隊の指揮にあたった。
市参事会員らはマルセイユ市の遺体の大部分を何とか搬出することができたが、トゥレット地区の遺体はまだ残されていた。サン・ローラン教会の近隣に位置し、船乗りとその家族が住むこの地区はペストにより壊滅的な打撃を受けた。リーブ・ヌーヴ地区の清掃で名を馳せた騎士ニコラ・ローズだけがトゥレット地区の遺体処理という任務を引き受けた。百人の囚人からなる分遣隊を率いて、1000体の遺体を2つの古い堡塁に投げ込み、遺体を石灰で被覆させた。これはペストの戦いの中でも最も有名なエピソードであった。分遣隊のうち、生存したのはわずか5人だけだった。

## 古病理学

### 集団墓地の観察
19世紀を通じて、さまざまな開発工事が行われる中で、昔の集団墓地がいくつか発掘された。これらの集団墓地は考古学的関心を引く価値があるとは考えられず、発掘された遺体は再び埋められるか、廃棄されたりしていた。当たり前に行われるこの遺物の破壊に対抗するために、1994年にジャン・フランソワ・レカ通りと「天文台」通りの角で発掘された集団墓地の発掘調査が行われた。
集団墓地は旧施療院の下にある厳律修道院の古い庭にあった。その修道院は聖フランチェスコの規則を厳格に順守することを旨としていたフランチェスコ会に属していたためそう呼ばれていた。大流行期には病院として使われ、後にフランス革命が起きると国有財産として売却された。
1994年8月から9月にかけて200体近い人骨が発掘され、人類学的および生物学的研究の対象となった。考古学者は集団墓地が不均一に満たされていたことを発見した。3つの区画が見いだされた。東側の遺体が積み上げられた高密度区画、中央の個別埋葬が行われている低密度区画、そして西側のほとんどゼロに近い密度の区画である。この密度の変動は流行が急激に減退した連続的段階を反映している。考古学者は埋葬が比較的低密度であった部分について、1722年5月から7月にかけてのペストの第二次流行期に使われたものであると推定した。
考古学者は集団墓地が不均一に満たされていたことを発見した。3つの区画が見いだされた。東側の遺体が積み上げられた高密度区画、中央の個別埋葬が行われている低密度区画、そして西側のほとんどゼロに近い密度の区画である。この密度の変動は流行が急激に減退した連続的段階を反映している。考古学者は埋葬が比較的低密度であった部分について、1722年5月から7月にかけてのペストの第二次流行期に使われたものであると推定した。この学際的なアプローチにより、1722年の大流行について、15歳の青年の頭蓋骨が開かれた解剖学的痕跡が見いだされたことのような、以前知られていなかった新しい事実や情報が明らかとなった。この頭蓋骨は研究室で復元され、当時の検死に使われた解剖学的技術の再構築を可能にし、その描写は1708年の日付がある医学書での記載と一致する点があるように見える。

### 2016年のマックス・プランク研究所による研究
「Sciences et Avenir」誌によれば、2016年のマックス・プランク研究所による新しい研究によって、マルセイユのペストはこれまで考えられた中東起源ではなく、14世紀の西欧に壊滅的被害をもたらした黒死病の再流行であるとの事実が明らかになったとされている。1720年～22年にかけてプロヴァンス地方を襲ったペスト流行の起源である、グラン・サン・タントワーヌ号によって持ち込まれたイェルシニア・ペスティスは4世紀もの間潜伏していたものである。この研究はさらに、中央アジアおよび東ヨーロッパ（現在ペストの流行はなくなっている）に存在したネズミペスト流行の起源は、コーカサス地方の流行と関連していることを示唆している。
14世紀から18世紀の西欧に発生したペストの第2次流行の原因については、2つの仮説が提唱されている。一つが中央アジアで繰り返される流行とする説、もう一つがヨーロッパやコーカサス地方での流行が持続していることが原因とする説である。 · 

## 流行の責任者とその関係者
流行期、何人かの人々がペストに苦しむ人々に物質的、道徳的支援をもたらそうと介入した。ペストの流行の原因となった責任とは多彩であり、正確かつ公正な評価は困難である。

### 世俗世界
マルセイユへの帰路、乗組員に数人の死者が出たため1716年の規則に従い、グラン・サン・タントワーヌ号はジャール島において検疫を行うべきであり、衛生局に直接荷卸しをすべきではなかった。なぜ規則が守られなかったのだろうか？この規則違反に、どのような責任者が関係していたのだろうか？
当時、その規則違反に第一に関与した者としては船長のジャン＝バティスト・シャトーがあげられる。船長として乗船者にペストが発生したことを知っていたことはほとんど確実であったが、彼は衛生局において規則に従い航海中の死者を隠蔽することなく報告した。しかしながら1720年9月8日にディフ城に投獄され、彼が無罪であることが認められてからずっと後の1723年9月1日まで釈放されなかった。
第二に関与した者としては、貴重な貨物の一部を所有しているマルセイユ市筆頭参事会員のジャン＝バティスト・エステルである。貨物の価値は全部で30-40万ポンドと推定されており、そのうち約2/3が膨大な数の小口所有者、残る1/3はエステルを含む4人が均等に所有権を持っていた。したがってエステルは2万5千ポンドの価値を持つ商品の所有者であり、それはかなりの額面であったが、重職にある商人にとってはそれほどの金額ではなかった。エステルが真っ先に疑われたのは、衛生局員に対して自身の保有する貨物や、他の商人の貨物を優遇するよう影響力を行使したためである。プロヴァンス地方行政長官ルブレの支援により、エステルは1722年に国王から無実と認められ、貴族に列せられると同時に年6000リーブルの年金を獲得した。エステルがその恩恵を受けた時間は長くなかった。受給が決まった直後の1723年1月16日、61歳で死亡したからである。このようにペストの流行の原因について責任ある可能性がある人物はいるものの、市参事会員たちやその協力者たちの偉大な献身は記憶されるべきである。

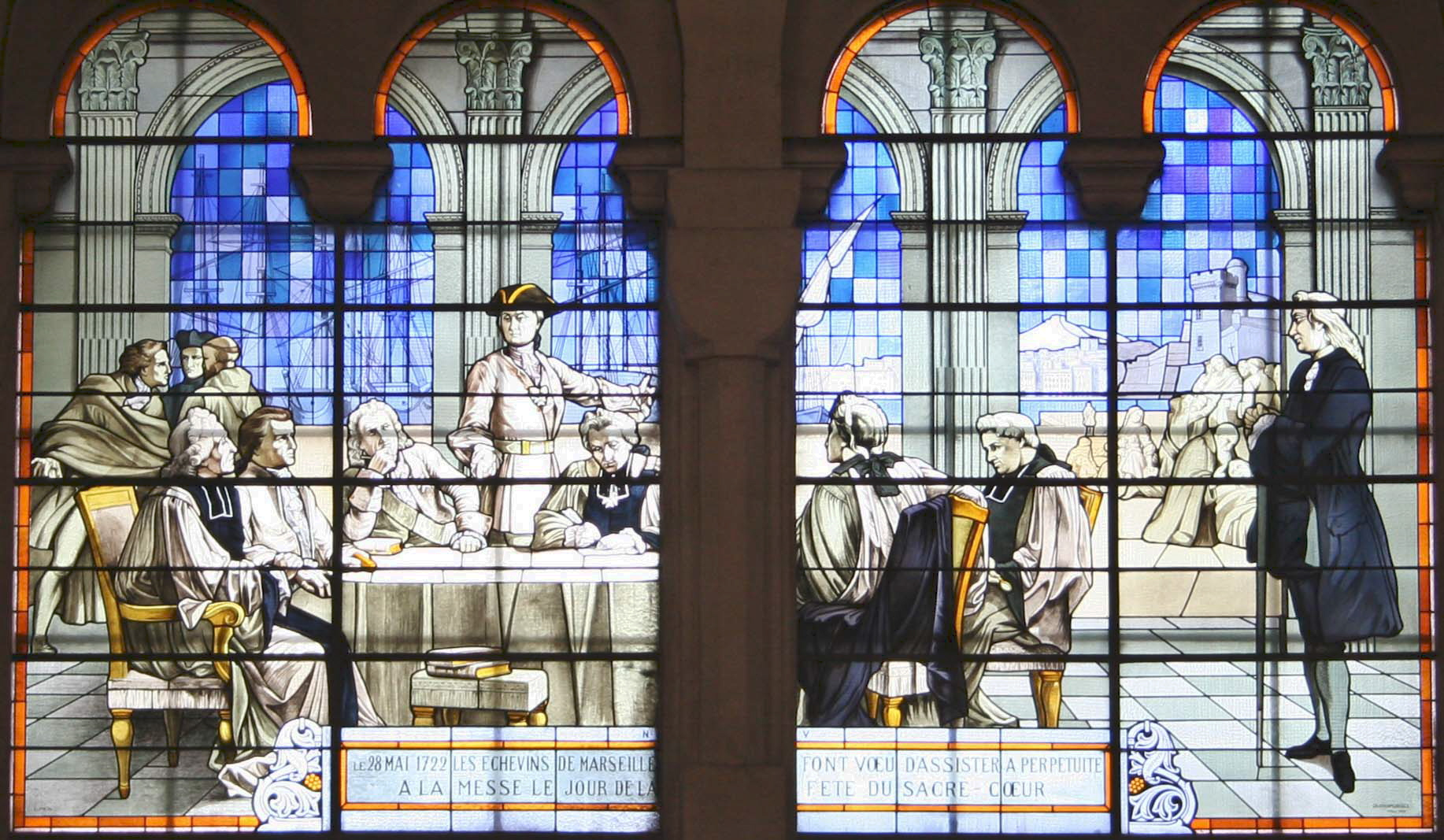
市参事会員の祈り
聖心教会のバシリカにあるステンドグラス。

衛生局員の責任も重大であった。事実上、裁判官でもあり陪審でもあった。商人や市参事会から独立していないため、自らを曲げてグラン・サン・タントワーヌ号からの貨物に対してのみより緩やかな検疫を適応できるようにしたのである。それに加えて、60年もの間疫病が入っていなかったことがもたらした全体的な弛緩もあった。衛生局の規律が欠けていたために、特に乗組員が持ち込んだ雑多な私物に紛れて、汚染された織物が違法に持ち込まれる結果となった。
市民の中でも特に傑出した人物としては、リーブ・ヌーヴ地区の長に指名され、資源を組織化し持てる財産を投じて小麦を調達したニコラ・ローズが挙げられる。トゥレット地区の清掃はその中でも最も高名なエピソードである。
最後に市民の中に、医学がごく限られた知見しか持ちえなかった時代に、自らを犠牲にした医師たちの存在が特筆される。ペイソンネル医師の名はもちろんだが、30人の外科医のうちに25人が死亡したことや、100人の青少年が看護師として活躍し、その大半が死亡したことも忘れてはならない。

### 教会

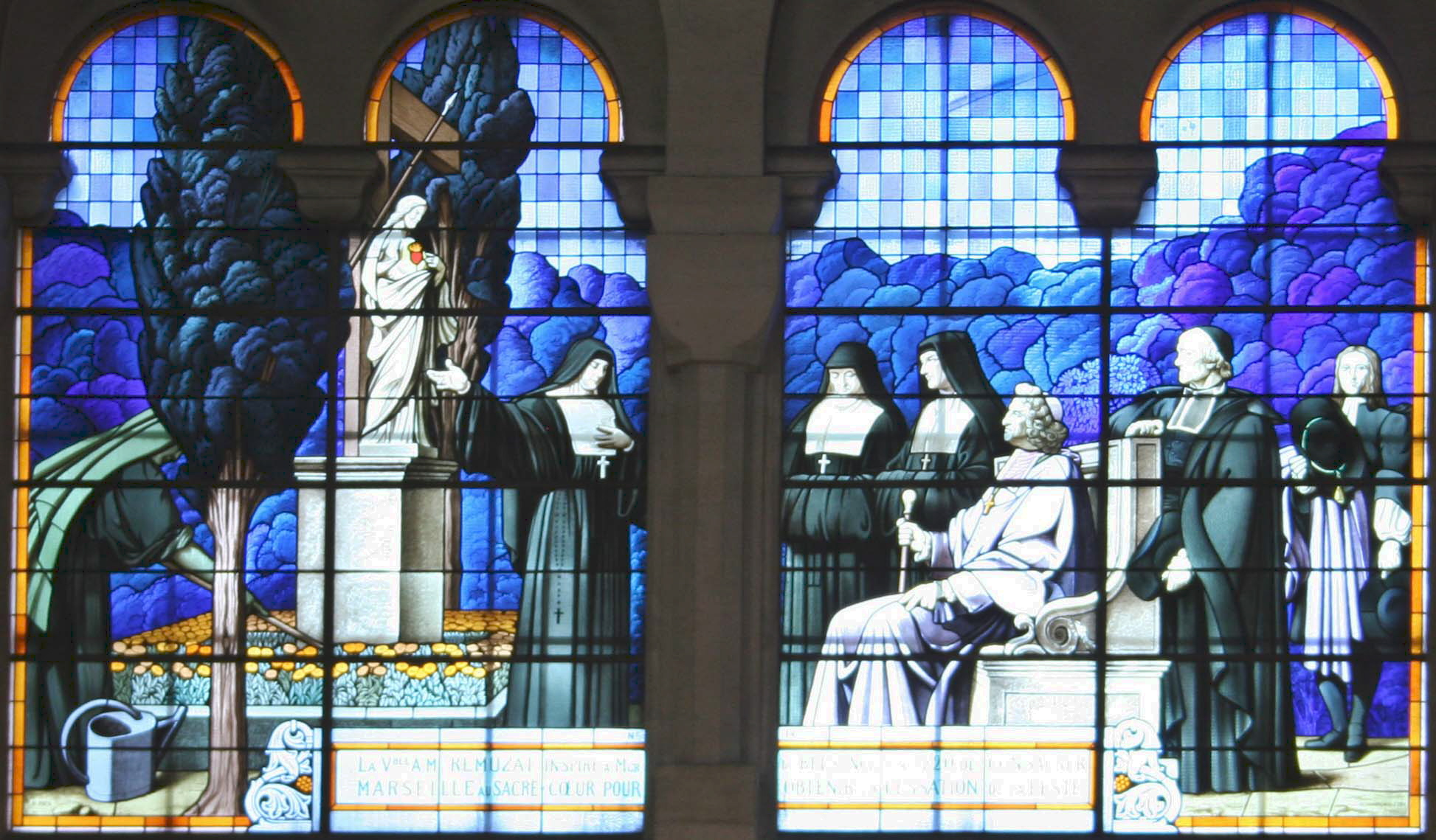
マルセイユ市の災害をイエスの御心に奉献するベルサンス司教。
聖心教会のバシリカにあるステンドグラス。

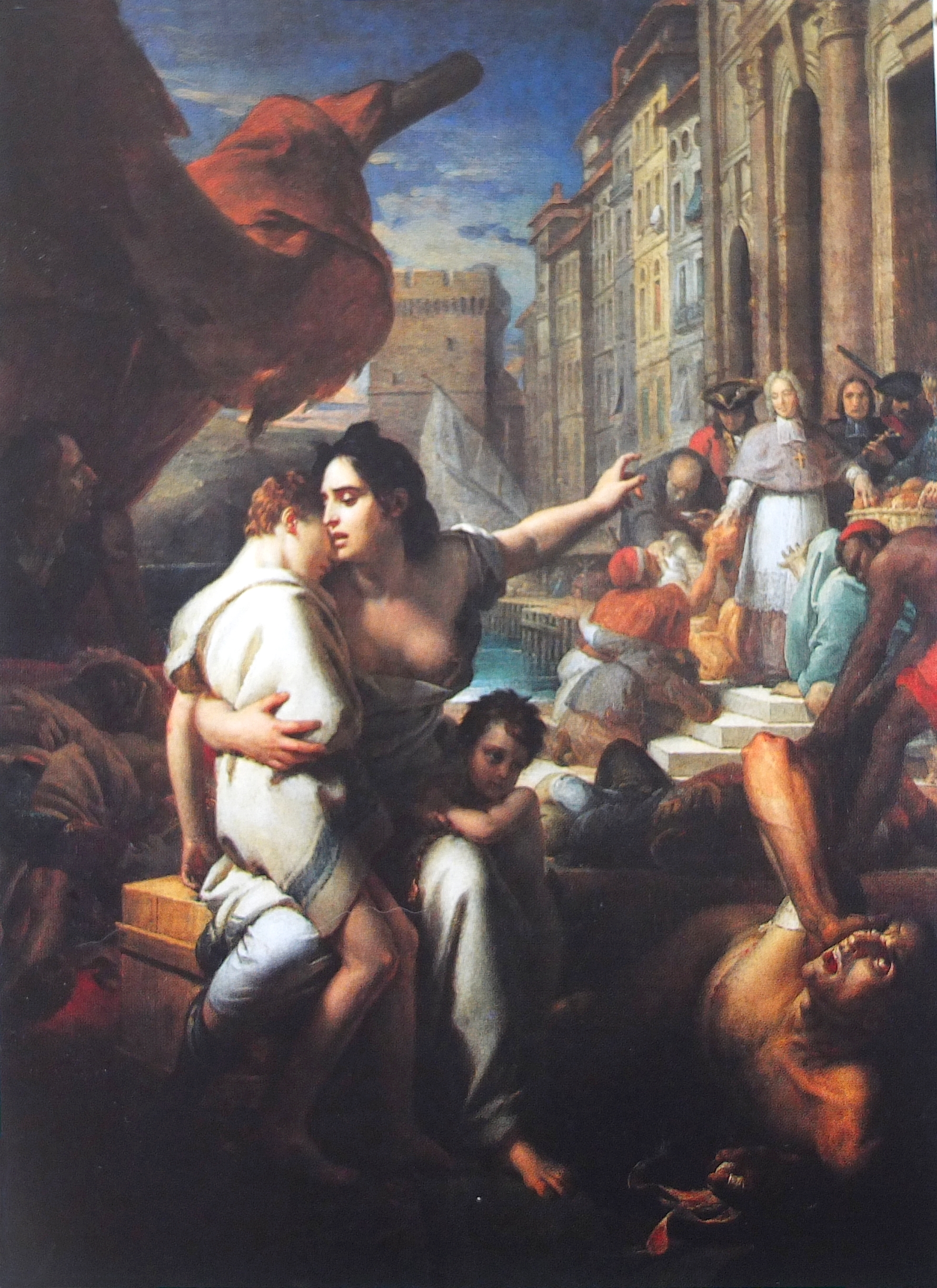
マルセイユの疫病におけるベルサンス司教、フランソワ・ジェラール作、1834年、マルセイユ美術館。

聖職者の中でもっともよく知られている人物はマルセイユ司教であるベルサンス司教で、特に病人を助けることにその熱意を注いだことで知られている。前代未聞の大流行に直面した彼は、病人たちを訪ね、「病者の塗油」の秘跡を実施した。また信者たちを慰めるために、大規模な施しをした他、アンヌ＝マドレーヌ・レミュサの助言に基づき、1720年11月1日、今日は彼の名前を冠して行われているが、キリストにマルセイユ市に対する宥和を求める儀式を行った。頭を丸め、裸足で松明を持った大衆を司教は祝福した。
1720年12月31日、ベルサンス司教は大半がマルセイユ市の塁壁の外にある集団墓地へ行進し、それぞれの墓地に祝福を与えた。病人に物質的支援を行うため、司教は私財の大部分を消費した。
250人以上の聖職者のうち、5分の1はイエズス会のミレット神父のようにペストの感染者を助け、慰めを与える課程で彼ら自身もペストの犠牲となった。このような勇気ある対応が聖職者に普遍的に見られたわけではなく、サン・ヴィクトール修道院の修道士たちのように、外部との交通を完全に遮断し、城壁の後ろから若干の施しを送ることに満足する人々もいた。同様に、19世紀にコルベール通りへの道を作るために壊されたサン・マルタン教会の修道士たちも郊外に避難していった。

## 人口の増減と経済的影響
ペスト流行以前の1720年初頭、マルセイユ市の人口はおよそ9万人いた。ペストの流行による死者の推定値はばらつきがある。あるものは3万～3万5千と試算し、別のものは都市が4万、郊外も含め1万の5万とする推計もある。
ペストによる人口減少はわずか3-4年のうちに補填された。死亡率の低下と結婚の増加と相関し見られる出生率の著しい上昇があることからこの補填の原因は説明できるが、それにもまして近隣（現在のアルプ＝ド＝オート＝プロヴァンス県）や遠方からの移民が影響している。移民が死者による人口低下の大半を修復したのである。
経済面では、港の機能停止が30か月にもおよび、工場も止まっていたことから、この活動停止の影響は相当重大なものとなった。しかしペスト単独での影響の評価がどの程度だったか特定するのは困難である。その影響の中には、法秩序の崩壊によって引き起こされた影響も含まれているからである。それに加えて、マルセイユ港への不信感は1722年末にペストが終息した後も、1724年まで付きまとった。

## ペストの流行とその表現
1720年に起きたペストの記憶は未曽有の悲劇的事象であり、マルセイユ市の人々の記憶に今日も留まっているように見える。それゆえ1940年までは、マルセイユ市の住民はムスティエと発音することが時々あったことは否定できない。このことが、膨大な数の絵画、版画、彫刻が製作され、ペストに関する歴史的作品や小説の出版があった理由となるかもしれない。

### 絵画と彫刻

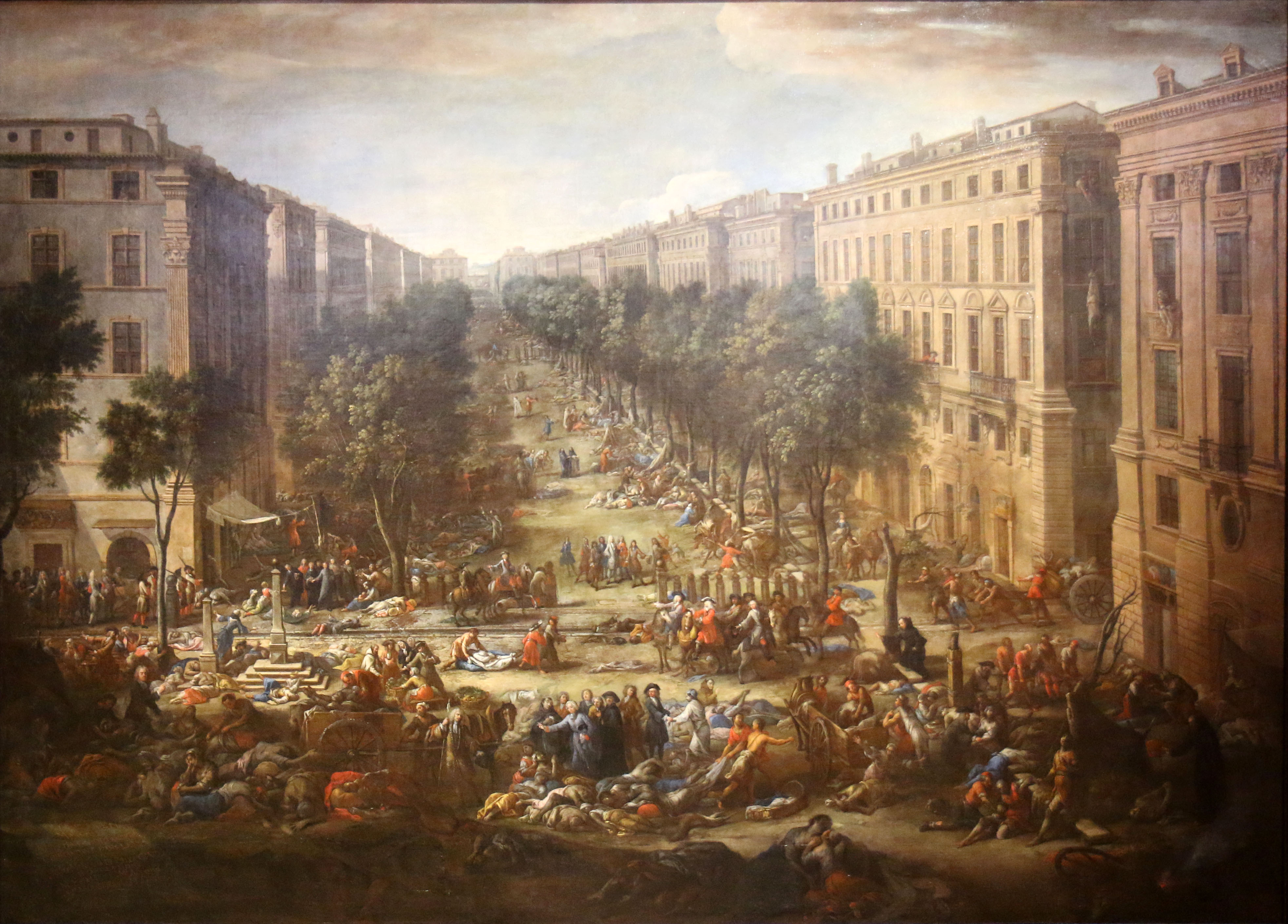
ベルサンス通りの眺め
ミシェル・セール作、キャンバスに油彩。1721年。

ミシェル・セールの絵画3点、ジャック・リゴーの版画4点、フランソワ・アルノーのエクス・ヴォート（奉納物）、ジャン＝フランソワ・ド・トロイの絵画、ダンドレ＝バルドンのスケッチ等、約10作品が疫病流行期ないしその直後に製作されたと考えられている。サン・フェレオール地区の勇気ある学芸員であるミシェル・セールの作品、何よりも彼自身が直接この出来事を目撃した点によって興味深い作品に仕上がっている。これらの同時代の作品は2つのグループに分けられる。
第一のグループは街路を表現したものである。ミシェル・セールの2つの大作「Vue de l'hotel de ville/市庁舎の眺め」（高さ3.05m×幅2.77m）と現代でいうベルサンス広場を表現した「Vue du Cours/街路の眺め」（高さ3.17m×幅4.40m）、リゴーの版画4点から構成される。ミシェル・セールの2枚の絵画はM. ド・カニスが購入しイングランドやオランダで展示された。この作品群はイエズス会の大学ベルサンス総長が所有し、彼の名を冠したコレクションの一つであり、1762年にイエズス会が弾圧を受けるまでその所有下にあった。1763年10月24日、その作品はマルセイユ市の所有となり、当初は市庁舎に在ったが1804年に旧ベルナルディーヌ修道院（現在のティエール高校）にある新しい博物館へ移された。「市庁舎の眺め」はマリオン窓を持つ市庁舎付近の建造物に遺体を搬送する場面が非常に良く描出されている。この絵画は左側、つまり市庁舎の西側が切り取られている。

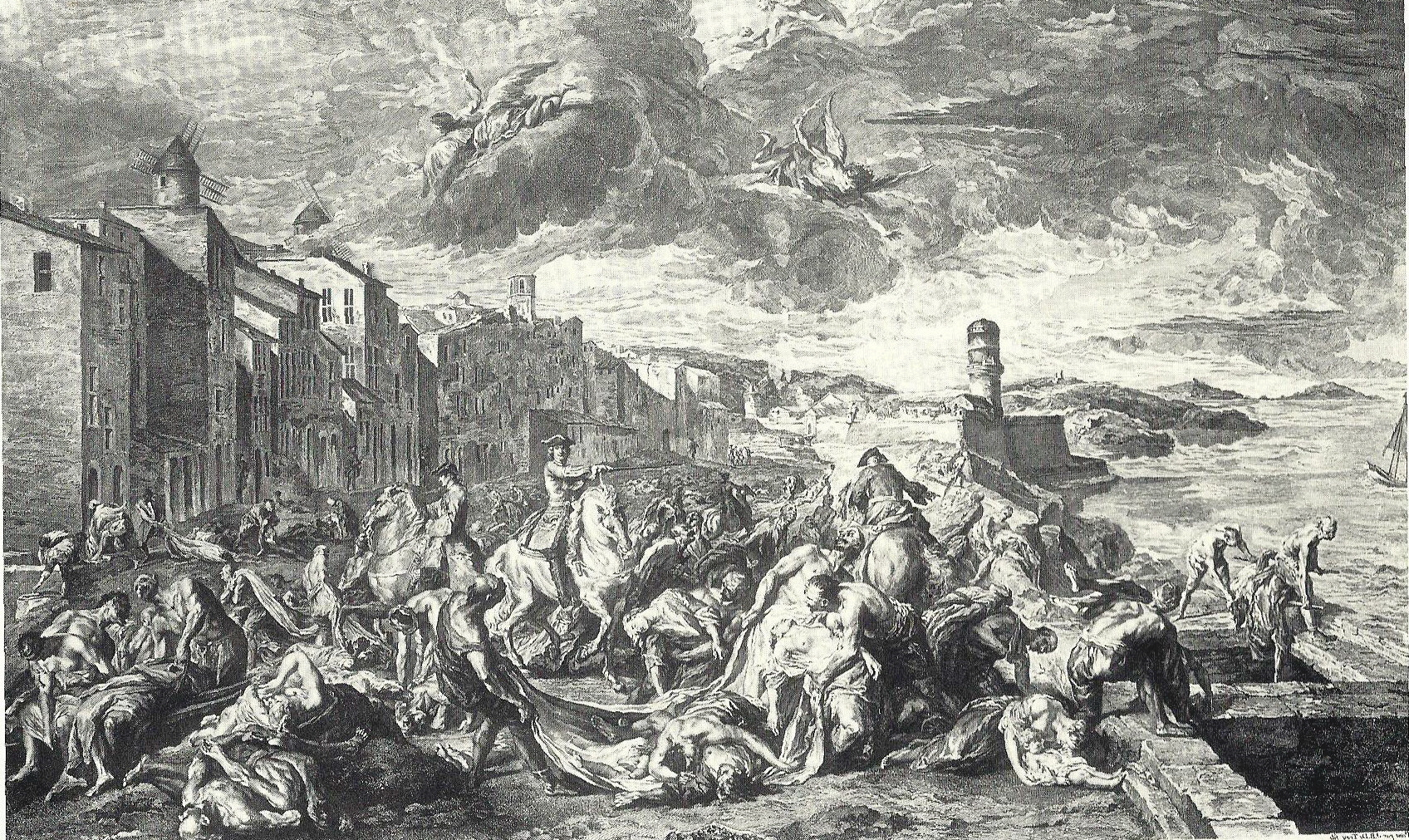
トゥレット通りのニコラ・ロゼの分遣隊による遺体の埋葬
トマシンによる1727年の版画。

第二のグループは騎士ニコラ・ローズがトゥレット通りからペスト犠牲者の遺体を搬送した様子を描写したもので、ミシェル・セールの3つ目の作品「Scène de la peste de 1720 à la Tourette/1720年のラ・トゥレットのペストの光景」（モンペリエのアトジェ美術館収蔵、高さ1.25m×幅2.10m）、現在はマルセイユ美術館に収蔵されている1725年に描かれたジャン・フランソワ・ド・トロワの絵画「 Le chevalier Roze à la Tourette /トゥレットの騎士ニコラ・ローズ」（高さ2.28m×幅3.75m）からなる。後者の作品はマルセイユ海洋博物館に所蔵されているトマッサンが1727年に製作した版画の素材となった。ルーアン美術館に所蔵されているダンドレ＝ベルドンのスケッチもまた、騎士ニコラ・ローズを題材としたものである。ミシェル・セールによる「Scène de la peste de 1720 à la Tourette/1720年のラ・トゥレットのペストの光景」については、騎士ニコラ・ローズ自身が所有したと考えられている。
ペストの犠牲者と囚人が最も多く登場する作品であり、感染から防御できると信じられていた酢に浸した布で防備を固めている囚人たちの姿によってその劇的な描写はさらに高められている。ニコラ・ローズ、市参事会員、街路の角にいる銃剣で武装した歩兵の存在は、ペストを恐れる囚人の統制を維持するため必要とされた。この絵画は同時に、1851年に新しい大聖堂に建て直される前の大聖堂が持っていたバロック様式の門扉を最もよく表現している。
この大流行の後、他の画家も騎士ニコラ・ローズを主題とする様々な絵画を制作した。1826年に制作し、マルセイユ美術館に展示された「Le Chevalier Roze faisant inhumer les pestiférés」の作者ポーラン・ゲラン、1911年に制作され、「Le Chevalier Roze à la montée des Accoules」の作者ジャン＝バティスト・デュフォーが、同じくマルセイユ美術館に展示されている「Le Courage civil : la peste de 1720 à Marseille」を制作したA. マゴーらが挙げられる。
これらの作品においては市民からは騎士ニコラ・ローズが、聖職者からはベルサンス司教といった、美化された英雄たちが取り上げられ、彼らの勇気と献身とに焦点があてられている。特に騎士ニコラ・ローズは、市政府の指示で行った遺体の搬出という出来事を通して、国家による介入による模範を体現したとされている。

### 彫刻とステンドグラス

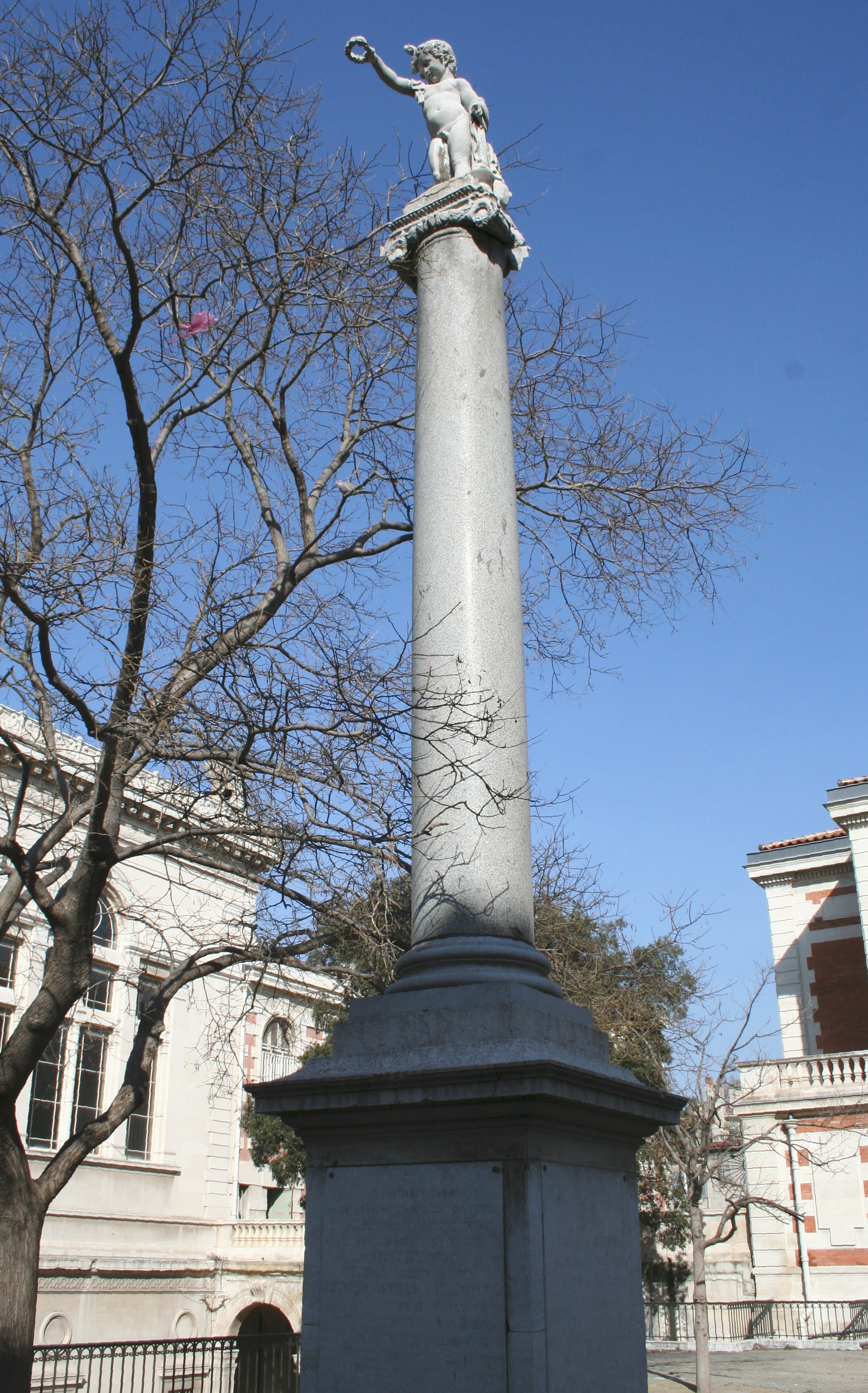
ペスト流行時のマルセイユにおける不死の天才たちを記念する柱。

最も有名な像は、ヨセフ・マリウス・ラムスが1853年に制作したベルサンス司教のゾウで、この彫像は大聖堂前の広場にあり、彼の名を取ってベルサンス広場と呼ばれている。第二次世界大戦中は占領中のドイツ軍から押収され、鋳つぶされることのないように、レジスタンスによりルーヴァン大通りの倉庫に隠されていた。
ペストを記念したほかの記念碑や彫刻は以下の通り。ベルサンス司教、シュバリエ・ローズ、プロヴァンス地方行政長官ルブレの彫像がブーシュ＝デュ＝ローヌ県庁のファザードにある。マルセイユのオテル・デュー病院にはJ.ダヴィエルの胸像と騎士ニコラ・ローズの胸像がある。地下鉄のラ・ティモーネ駅の壁には、ペイソンネル医師と外科医のダヴィエルの肖像画が飾られている。
マルセイユのサクレ・クール教会の二つのステンドグラスのうち一つは、アンヌ＝マドレーヌ・レミュサ子爵の助言を受けたベルサンス司教がマルセイユ市をイエス・キリストの聖心に奉納したことを示すもので、もう一つはこの奉納に続き、1722年5月28日に市参事会員が誓いを立てたことを示すものである。
1720年のペスト流行の際に示したマルセイユの人々の英雄的行動を称えるため、第一帝政期にエストランジン・パストレ広場に記念碑がたてられ、1820年9月16日にドラクロワ県知事により落成された。この記念碑はシャルディニーが製作した頂点にはサン・ヴィクトール修道院の地下墓地から取り出された不死の天才を示す彫像を含む。1839年にフェリックス＝パレ広場（かつてのサン＝フェレオール広場）に移され、1865年にはビブリオテーク通りの庭に移され、現在でもそこで見ることができる。シャルディニー像の原型はマルセイユ美術館にあるので、頂上にある像はレプリカである。基部の4つの面には、以下のように彫刻されている。
| 前側 | 右側 | 左側 | 後側 |
| --- | --- | --- | --- |
| À l'éternelle mémoire des hommes courageux dont les noms suivent Langeron, commandant de Marseille de Pilles, gouverneur viguier de Belsunce, évêque Estelle, premier échevin Moustier, Audemar, Dieudé, échevins Roze, commissaire général pour le quartier de Rive-Neuve Milley, jésuite, commissaire pour la rue de l'escale, principal foyer de la contagion Serre, peintre célèbre, élève de Puget Roze l'ainé et Rolland, intendant de la santé Chicoineau, Verny, Peyssonel, Montagnier Bertrand Michel et Deydier, médecins ils se dévouèrent pour le salut des Marseillais dans l'horrible peste de 1720 | Hommage à plus de cent cinquante religieux à un grand nombre de médecins de chirurgiens qui moururent victimes de leur zèle à secourir et à consoler les mourants leur nom ont péri puisse leur exemple n'être pas perdu ! puissent-ils trouver des imitateurs si ces jours de calamité venaient à renaître ! | Hommage à Clément XII qui nourrit Marseille affligé Hommage au rais de Tunis qui respecta le don qu'un pape faisait au malheur Ainsi la morale universelle rallie à la bienfaisance les hommes vertueux que divisent les opinions religieuses | Ce monument a été élevé L'an X de la République Française une et indivisible 1802 de l'ère vulgaire le général Bonaparte étant premier consul les citoyens Cambacérés et Lebrun étant deuxième et troisième consuls le citoyen Chaptal, ministre de l'Intérieur par les soins du citoyen Charles Delacroix préfet du département des Bouches-du-Rhône organe de la reconnaissance des Marseillais |

台座の左側には、ローマ教皇クレメンス12世がマルセイユを支援するために送った小麦を積載した商船が、チュニジアの海賊に拿捕されたことが記されている。

## ペストと文学
この出来事は非常に多くの作家に反響をもたらした。:
- フランソワ＝ルネ・ド・シャトーブリアンは『墓の向こうの回顧録』において、特にマルセイユのペストについて以下のように記述している。「住人が全員死亡した家屋は、死が外に逃れ出ないように、周囲に壁を作って閉じ込めていた。家族の大いなる墓標と化した家々が面する通りの石畳の上は病人や死にかけている人であふれ返り、マットレスの上に寝かされ、助けもなく見捨てられていた。…（中略）…海沿いのトゥレット通りでは、3週間前から遺体を搬送し続けていたが、それは太陽の光を浴びて溶けており、悪臭を放つ有毒な水たまり以外の何物でもなかった。半ば液状化した肉の表面にいる蛆虫だけが、かつては人間だったと思しき、押しつぶされたこの不定形の物体にある動きを与えていた。」[57]
- 1950年代に、後にマルセル・パニョルは没後出版された著書『Le Temps des amours』（1977年）の第9章、『Les Pestiférés』となる文章を書いた。
- 1993年の『Autant en apporte la mer』では、ジャン＝ジャック・アンティエは1720年のマルセイユのペストの経過を記述するために、歴史的な文書を渉猟し広範な調査を行った[58]。
- 『Ce mal étrange et pénétrant』（アンフォルタス社、2018年）では、ベルトラン・ボワローが1720年のペスト流行時、マルセイユで警視総監を務めた商人のピエール＝ホノレ・ルーの日記からの抜粋を初めて公開した。
- アントナン・アルトーは『Le Théâtre et son double』の中で、第一章『Le Théâtre et la Peste』において、ペスト流行時の出来事について、著者の考察を加え年表として記述した[59]。

## 補遺

### 書誌

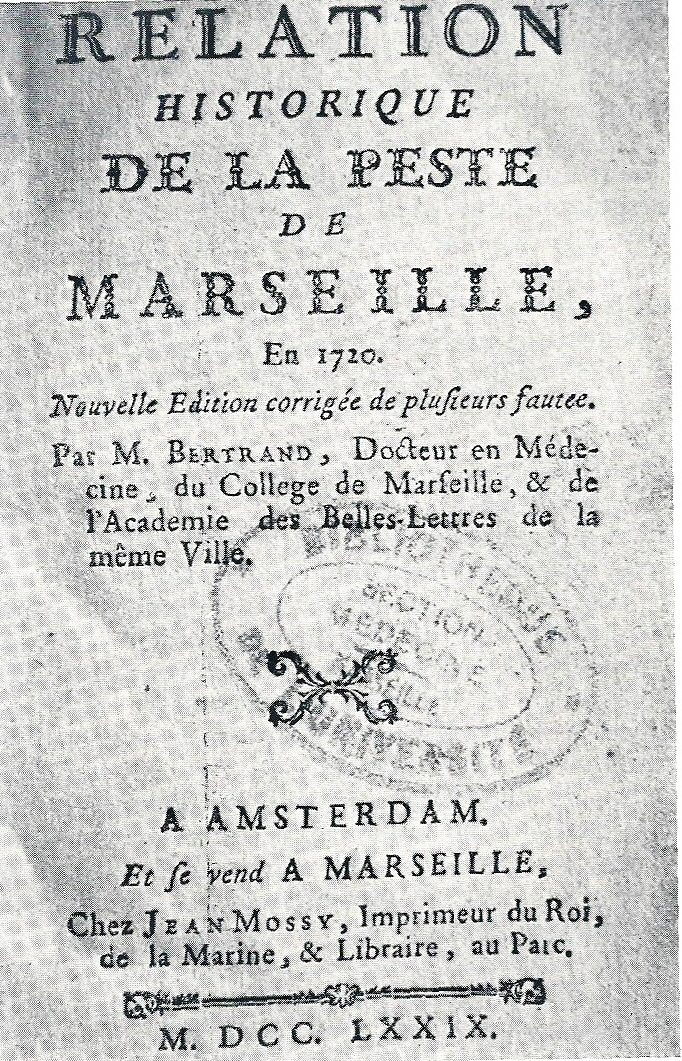
Livre de J.B. Bertrand de 1779.
Relation historique de la peste de Marseille en 1720.

- Baratier, Édouard; Escalon de Fonton, Max; Salviat, François; Euzennat, Maurice; Reynaud, Félix; Pillorget, René; Carrière, Charles; Villard, André et al. (1990). Privat. ed. Histoire de Marseille. Toulouse. ISBN 2-7089-4754-0.
- Bertrand, Jean-Baptiste (1721). Pierre Marteau. ed. Relation historique de la peste de Marseille en 1720. Cologne.  フランス語版ウィキソースに本記事に関連した原文があります：Relation historique de la peste de Marseille en 1720
- Bertrand, Jean-Baptiste (1779). Jean Mossy. ed. Relation historique de la peste de Marseille en 1720. Amsterdam et Marseille.
- Bertrand, Régis (2008). La Thune. ed (フランス語). Le Christ des Marseillais. Marseille. ISBN 978-2-913847-43-9.
- Biraben, Jean-Noël (1978). Presses universitaires de France. ed. La peste en 1720 à Marseille, à propos d'un livre récent. pp. 407-426.
- Blès, Adrien (2001). Jeanne Laffitte. ed (フランス語). Dictionnaire historique des rues de Marseille. Marseille. ISBN 2-86276-372-1.
- Bouyala d'Arnaud, André (1961). Les éditions de minuit. ed. Évocation du vieux Marseille. Paris
- Bradley, Richard (1721). The Plague at Marseilles Consider'd. Londres
- Busquet, Raoul (1998). Jeanne Laffitte. ed. Histoire de Marseille. Marseille. ISBN 2-221-08734-8.
- Carrière, Charles; Coudurié, Marcel; Rebuffat, Ferréol (1988). Jean-Michel Garçon. ed. Marseille ville morte. Marseille. ISBN 978-2-9502847-1-6.
- Chicoyeau, Verny et Soulier, Observations et réflexions touchant la nature, les évènements et le traitement de la peste à Marseille, Lyon, 1721, 338 p.
- Duchêne, Roger; Contrucci, Jean (1998). Fayard. ed (フランス語). Marseille. Paris. ISBN 2-213-60197-6.
- Dutour, Olivier; Signoli, Michel; Georgeon, Émmanuelle; Da Silva, Jean (1994). Université de Provence. ed. Préhistoire anthropologie méditerranéennes. Aix-en-Provence.
- Augustin Fabre, Les Rues de Marseille, Éditions Camoin, Marseille, 1869, 5 volumes.
- Augustin Fabre, Histoire des hôpitaux et des institutions de bienfaisance de Marseille, Imprimerie Jules Barile, Marseille, 1854, 2 volumes.
- Augustin Fabre, Histoire de Marseille, Marius Olive et Librairie Lacroix, Marseille et Paris, 1829, 2 volumes.
- Figarella, Jean (1979). Impr. Robert. ed. Jacques Daviel. Marseille
- Gaffarel, Paul; de Duranty (1911). Librairie académique Perrin. ed. La peste de 1720 à Marseille & en France. Paris.
- Hildesheimer, Françoise (1980). Fédération historique de Provence. ed. Le Bureau de la santé de Marseille sous l'Ancien Régime. Marseille.
- Jauffret, Louis François (1820). Imprimerie Corentin Carnaud. ed. Pièces historiques sur la peste de Marseille et d'une partie de la Provence en 1720, 1721 et 1722. Marseille.
- Joutard, Philippe; Amargier, Paul; Amouretti, Marie-Claire; Bertrand, Régis; Guyon, Jean; Hénin, Béatrice (1988). Jeanne Laffitte. ed (フランス語). Histoire de Marseille en treize événements. Marseille. ISBN 2-86276-145-1.
- James W. Joyce, « La peste de Marseille de 1720-21 vue par les Anglais », dans Provence historique, 1955, tome 5, fascicule 20, p. 146-154 (lire en ligne)
- Lucenet, Monique (1994). Aubier. ed (フランス語). Les grandes pestes en France. Paris. ISBN 2-7007-0392-8.
- Masson, Paul (1911). Histoire du commerce français dans le Levant au XVIIIe siècle. Paris
- Serratrice, Georges (1996). Jeanne Laffitte. ed. Vingt-six siècles de médecine à Marseille. Marseille. ISBN 2-86276-308-X.
- Michel Signoli, Isabelle Seguy, Jean-Noël Biraben, Olivier Dutour, « Paléodémographie et démographie historique en contexte épidémique. La peste en Provence au XVIII », Population, Vol. 57, no 6, 2002, p. 821-847.
- Tavernier, Félix (1976). Centre régional de documentation pédagogique. ed. Aspects de Marseille sous la royauté. Marseille
- Charles Mourre, « La peste de 1720 à Marseille et les intendants du bureau de santé », p. 135-159, dans Provence historique, tome 13, fascicule 52, 1963 [lire en ligne].
- Christelle Omnès, « La peste de Marseille de 1720 dans la littérature du XXe siècle », p. 99-111, dans Provence historique, tome 53, fascicule 211, 2003 [lire en ligne].
- アントナン・アルトー, Le Théâtre et la peste, in Le Théâtre et son double, p. 21-47, Paris, Gallimard, 1938
- Cahiers de la Haute-Loire, ed (2018). Le Velay en lutte contre la propagation de la peste (1721-1722). Le Puy-en-Velay
- Fleur Beauvieux, « Marseille en quarantaine : la peste de 1720 », L'Histoire no 471, mai 2020, p. 10-19.
- Gilbert Butti, Colère de Dieu, mémoire des hommes. La peste en Provence, 1720-2020, Cerf, 2020.

### その他
- Marius Dubois, Paul Gaffarel et J.-B. Samat, Histoire de Marseille, Librairie P. Ruat, Marseille, 1913.
- マルセル・パニョル, Le Temps des Amours, chapitre 9 : Les Pestiférés.
- Antier, Jean-Jacques (1993). Presses de la Cite. ed (フランス語). Autant en apporte la mer : roman. Paris. ISBN 978-2-258-03561-4.
- Contrucci, Jean (2007). Pérégrinateur Éditeur. ed (フランス語). Histoire de Marseille illustrée. Toulouse. ISBN 978-2-910352-49-3.